# Фарината

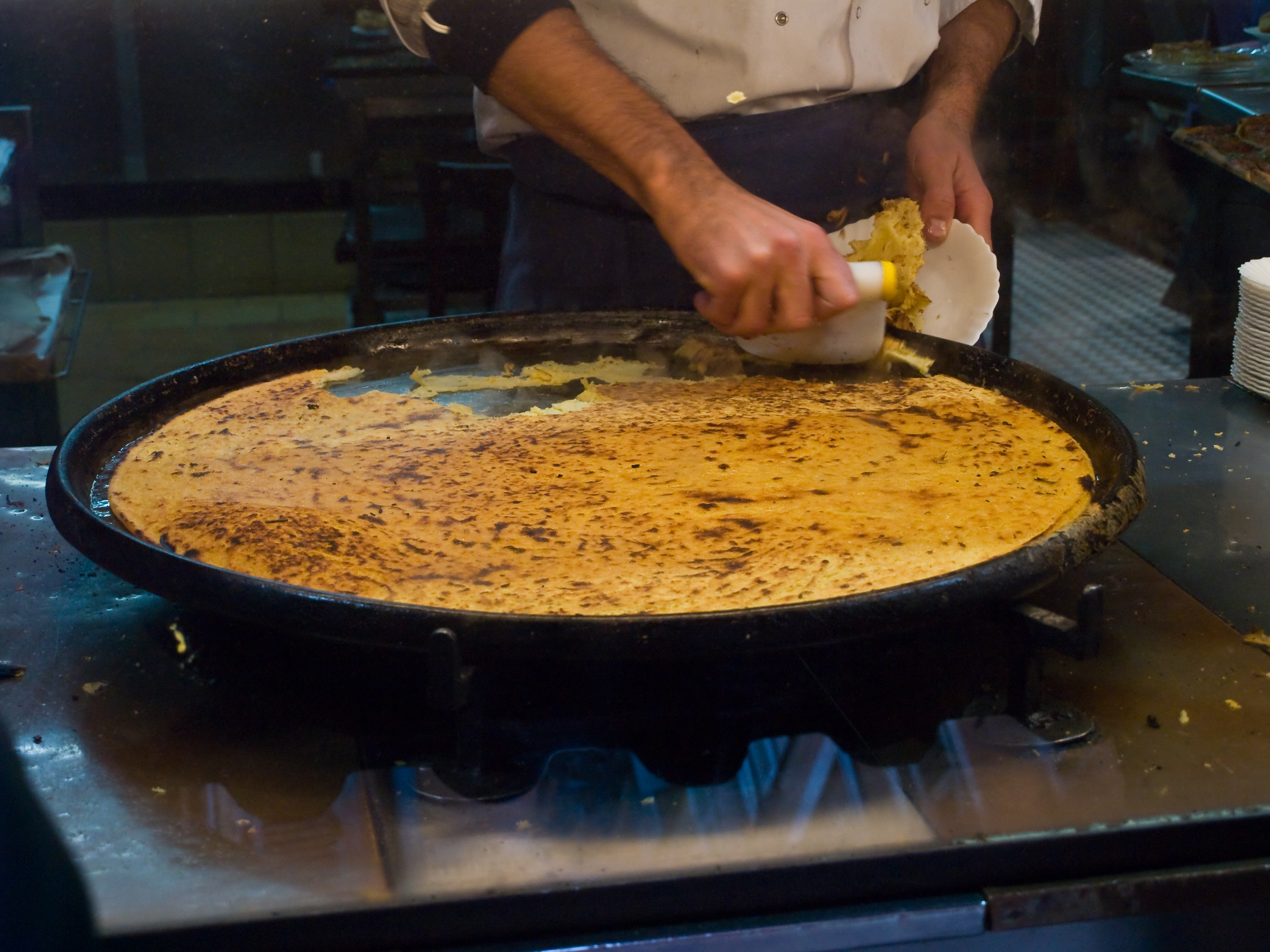
Сокка прямо з печі продається в Ніцці на Французькій Рив'єрі

Фарина́та, фаїна́, со́кка, то́рта ді че́чі або чечи́на — тонкий, прісний млинець або коржик з нутового борошна, характерна генуезька страва, що стала традиційною також в інших регіонах на узбережжі Лігурійського моря від Ніцци до острова Ельба. Вихідці з Лігурії зробили цю страву популярною також в Аргентині та Уругваї.
Походження цієї страви невідоме, виготовлення коржів походить від дописемної епохи, так само, як вирощування нуту і, ймовірно, виготовлення з нього борошна. За однією з легенд, фарината походить від хліба, який римські солдати в поході смажили на своїх щитах..
У стандартній італійській страва називається фаринатуа («зроблена з борошна»), а в лігурійській — особливо в її генуезькому діалекті — цей хлібний виріб відомий як фаїна — fainâ [faiˈna]. У Ніцці та на Лазурному Березі її називають сокка, в Тоскані — чечина («зроблена з нуту») або торта ді чечі («пиріг із нуту»). В Уругваї та Аргентині фарината теж дуже популярна (мабуть, через значну міграцію з півночі Італії) — там її називають «файна́».
Фарината готується з рідкого тіста, отриманого додаванням нутового борошна в суміш води і оливкової олії.. Тісто заливають на сковорідку шаром 4 мм товщиною і печуть декілька хвилин, традиційно у відкритій печі. Фаринату приправляють свіжим розмарином, перцем і морською сіллю. Традиційно її нарізають на трикутні шматки неправильної форми та їдять без соусу з невеликих тарілок, посипаючи чорним перцем за смаком. Фарината може виступати також як середній шар між двома шматками фокаччі (в Пізі) або між двома скибками хліба, як прийнято в Ліворно. Фарината продається в піцеріях та пекарнях, популярна вулична їжа.